# Burgaw
Burgaw is een plaats (town) in de Amerikaanse staat North Carolina, en valt bestuurlijk gezien onder Pender County.

## Demografie
Bij de volkstelling in 2000 werd het aantal inwoners vastgesteld op 3337.
In 2006 is het aantal inwoners door het United States Census Bureau geschat op 3904, een stijging van 567 (17,0%).

## Geografie
Volgens het United States Census Bureau beslaat de plaats een oppervlakte van
8,9 km², geheel bestaande uit land. Burgaw ligt op ongeveer 11 m boven zeeniveau.

## Plaatsen in de nabije omgeving
De onderstaande figuur toont nabijgelegen plaatsen in een straal van 24 km rond Burgaw.